# Campionati europei di badminton 2018
I Campionati europei di badminton 2018 si sono svolti a Huelva, in Spagna, dal 24 al 29 aprile 2018. È stata la 28ª edizione del torneo, organizzato dalla Badminton Europe.

## Medagliere
| Posiz. | Nazione     | Oro | Argento | Bronzo | Totale |
| ------ | ----------- | --- | ------- | ------ | ------ |
| 1      | Danimarca   | 2   | 2       | 4      | 8      |
| 2      | Inghilterra | 1   | 1       | 1      | 3      |
| 3      | Bulgaria    | 1   | 0       | 0      | 1      |
| 3      | Spagna      | 1   | 0       | 0      | 1      |
| 5      | Francia     | 0   | 1       | 1      | 2      |
| 5      | Russia      | 0   | 1       | 1      | 2      |
| 7      | Paesi Bassi | 0   | 0       | 2      | 2      |
| 8      | Germania    | 0   | 0       | 1      | 1      |
| Totale | Totale      | 5   | 5       | 10     | 20     |

## Podi
| Evento              | Oro                                   | Argento                                    | Bronzo                            |
| Singolare maschile  | Viktor Axelsen                        | Rajiv Ouseph                               | Brice Leverdez                    |
| Singolare maschile  | Viktor Axelsen                        | Rajiv Ouseph                               | Jan Ø. Jørgensen                  |
| Singolare femminile | Carolina Marín                        | Evgeniya Kosetskaya                        | Mia Blichfeldt                    |
| Singolare femminile | Carolina Marín                        | Evgeniya Kosetskaya                        | Line Kjærsfeldt                   |
| Doppio maschile     | Kim Astrup / Anders Skaarup Rasmussen | Mads Conrad-Petersen / Mads Pieler Kolding | Jelle Maas Robin Tabeling         |
| Doppio maschile     | Kim Astrup / Anders Skaarup Rasmussen | Mads Conrad-Petersen / Mads Pieler Kolding | Vladimir Ivanov Ivan Sozonov      |
| Doppio femminile    | Gabriela Stoeva / Stefani Stoeva      | Émilie Lefel / Anne Tran                   | Selena Piek / Cheryl Seinen       |
| Doppio femminile    | Gabriela Stoeva / Stefani Stoeva      | Émilie Lefel / Anne Tran                   | Maiken Fruergaard / Sara Thygesen |
| Doppio misto        | Chris Adcock / Gabrielle Adcock       | Mathias Christiansen / Christinna Pedersen | Mark Lamsfuss / Isabel Herttrich  |
| Doppio misto        | Chris Adcock / Gabrielle Adcock       | Mathias Christiansen / Christinna Pedersen | Marcus Ellis / Lauren Smith       |